# Trophée Banque Bpost 2012-2013
Navigation
2011-2012 2013-2014
Le Trophée Banque Bpost 2012-2013 est la 26e édition du Trophée Banque Bpost (anciennement Trophée Gazet van Antwerpen) mais la première sous cette appellation. En effet cette compétition de cyclo-cross était organisée par le quotidien belge néerlandophone Gazet van Antwerpen jusqu'à la précédente édition. Il est composé de huit manches pour les hommes élites et espoirs, six pour les femmes et quatre pour les juniors, toutes ayant lieu en Belgique entre le 14 octobre 2012 et le 24 février 2013. Toutes les courses élites et femmes font partie du calendrier de la saison de cyclo-cross masculine et féminine 2012-2013. Pour la première fois, l'ensemble des résultats obtenus lors des courses des élites hommes donne lieu à un classement général au temps et non par points comme avant. Pour les femmes et les espoirs le format du classement général par points ne change pas par rapport aux autres années. Les juniors, quant à eux, n'ont pas de classement officiel.

## Hommes élites

### Résultats
| # | Date         | Lieu                                      | Vainqueur       | Deuxième         | Troisième        | Leader du classement général |
| - | ------------ | ----------------------------------------- | --------------- | ---------------- | ---------------- | ---------------------------- |
| 1 | 14 octobre   | Renaix (GP Mario De Clercq)               | Niels Albert    | Kevin Pauwels    | Sven Nys         | Kevin Pauwels                |
| 2 | 1er novembre | Audenarde (Koppenbergcross)               | Sven Nys        | Niels Albert     | Klaas Vantornout | Niels Albert                 |
| 3 | 17 novembre  | Hasselt (GP d'Hasselt)                    | Sven Nys        | Niels Albert     | Kevin Pauwels    | Niels Albert                 |
| 4 | 22 décembre  | Essen (GP Rouwmoer)                       | Jan Denuwelaere | Rob Peeters      | Niels Albert     | Niels Albert                 |
| 5 | 28 décembre  | Loenhout (Azencross)                      | Niels Albert    | Zdeněk Štybar    | Kevin Pauwels    | Niels Albert                 |
| 6 | 1er janvier  | Baal (Grand Prix Sven Nys)                | Kevin Pauwels   | Zdeněk Štybar    | Niels Albert     | Niels Albert                 |
| 7 | 9 février    | Lille (Krawatencross)                     | Niels Albert    | Klaas Vantornout | Sven Nys         | Niels Albert                 |
| 8 | 24 février   | Oostmalle (Internationale Sluitingsprijs) | Niels Albert    | Klaas Vantornout | Jim Aernouts     | Niels Albert                 |

### Classement général
Le classement n'est plus un classement aux points, mais un classement aux temps (comme en cyclisme sur route). Des secondes de bonifications sont également distribuées par le biais de sprints intermédiaires, où les trois premiers coureurs obtiennent respectivement 15, 10 et 5 secondes de bonus tout comme les trois premières places à l'arrivée qui rapportent les mêmes nombres de secondes.
| Pos | Coureur             |    | Temps           |
| --- | ------------------- | -- | --------------- |
| 1   | Niels Albert        | en | 7 h 49 min 53 s |
| 2   | Klaas Vantornout    | +  | 7 min 53 s      |
| 3   | Kevin Pauwels       |    | 10 min 42 s     |
| 4   | Rob Peeters         |    | 10 min 54 s     |
| 5   | Bart Wellens        |    | 12 min 48 s     |
| 6   | Sven Nys            |    | 12 min 56 s     |
| 7   | Thijs van Amerongen |    | 14 min 37 s     |
| 8   | Bart Aernouts       |    | 16 min 43 s     |
| 9   | Jan Denuwelaere     |    | 20 min 42 s     |
| 10  | Philipp Walsleben   |    | 20 min 50 s     |

| Pos | Coureur             | Pts |
| --- | ------------------- | --- |
| 1   | Niels Albert        | 14  |
| 2   | Sven Nys            | 9   |
| 3   | Klaas Vantornout    | 8   |
| 4   | Kevin Pauwels       | 5   |
| 5   | Zdeněk Štybar       | 4   |
| 6   | Rob Peeters         | 2   |
| 7   | Thijs van Amerongen | 2   |
| 8   | Radomír Šimůnek jr. | 2   |
| 9   | Philipp Walsleben   | 1   |
| 10  | Bart Wellens        | 1   |

## Femmes élites

### Résultats
| # | Date         | Lieu                                      | Vainqueur     | Deuxième          | Troisième         | Leader du classement général |
| - | ------------ | ----------------------------------------- | ------------- | ----------------- | ----------------- | ---------------------------- |
| 1 | 1er novembre | Audenarde (Koppenbergcross)               | Helen Wyman   | Nikki Harris      | Sanne Cant        | Helen Wyman                  |
| 2 | 22 décembre  | Essen (GP Rouwmoer)                       | Sanne Cant    | Helen Wyman       | Nikki Harris      | Helen Wyman                  |
| 3 | 28 décembre  | Loenhout (Azencross)                      | Sanne Cant    | Nikki Harris      | Kateřina Nash     | Sanne Cant                   |
| 4 | 1er janvier  | Baal (Grand Prix Sven Nys)                | Kateřina Nash | Nikki Harris      | Sanne Cant        | Sanne Cant                   |
| 5 | 9 février    | Lille (Krawatencross)                     | Marianne Vos  | Sanne Cant        | Sanne van Paassen | Sanne Cant                   |
| 6 | 24 février   | Oostmalle (Internationale Sluitingsprijs) | Sanne Cant    | Sabrina Stultiens | Helen Wyman       | Sanne Cant                   |

### Classement général
| Pos | Coureur                | Pts |
| --- | ---------------------- | --- |
| 1   | Sanne Cant             | 135 |
| 2   | Helen Wyman            | 113 |
| 3   | Ellen Van Loy          | 88  |
| 4   | Nikki Harris           | 85  |
| 5   | Kateřina Nash          | 59  |
| 6   | Reza Hormes-Ravenstijn | 57  |
| 7   | Githa Michiels         | 53  |
| 8   | Pavla Havlíková        | 50  |
| 9   | Gabriella Day          | 44  |
| 10  | Joyce Vanderbeken      | 44  |

## Hommes espoirs

### Résultats
| # | Date         | Lieu                                      | Vainqueur              | Deuxième               | Troisième         | Leader du classement général |
| - | ------------ | ----------------------------------------- | ---------------------- | ---------------------- | ----------------- | ---------------------------- |
| 1 | 14 octobre   | Renaix (GP Mario De Clercq)               | Michael Vanthourenhout | Wout van Aert          | Corné van Kessel  | Michael Vanthourenhout       |
| 2 | 1er novembre | Audenarde (Koppenbergcross)               | Michael Vanthourenhout | Vinnie Braet           | Jens Adams        | Michael Vanthourenhout       |
| 3 | 17 novembre  | Hasselt (GP d'Hasselt)                    | Wietse Bosmans         | Michael Vanthourenhout | Tim Merlier       | Michael Vanthourenhout       |
| 4 | 22 décembre  | Essen (GP Rouwmoer)                       | Corné van Kessel       | Wietse Bosmans         | Gianni Vermeersch | Michael Vanthourenhout       |
| 5 | 28 décembre  | Loenhout (Azencross)                      | Corné van Kessel       | Wietse Bosmans         | Wout van Aert     | Michael Vanthourenhout       |
| 6 | 1er janvier  | Baal (Grand Prix Sven Nys)                | Wietse Bosmans         | Gianni Vermeersch      | Corné van Kessel  | Corné van Kessel             |
| 7 | 9 février    | Lille (Krawatencross)                     | Tim Merlier            | Tijmen Eising          | Wout van Aert     | Corné van Kessel             |
| 8 | 24 février   | Oostmalle (Internationale Sluitingsprijs) | Wout van Aert          | Laurens Sweeck         | Corné van Kessel  | Wietse Bosmans               |

### Classement général
| Pos | Coureur                | Pts |
| --- | ---------------------- | --- |
| 1   | Wietse Bosmans         | 127 |
| 2   | Corné van Kessel       | 124 |
| 3   | Michael Vanthourenhout | 120 |
| 4   | Gianni Vermeersch      | 102 |
| 5   | Laurens Sweeck         | 100 |
| 6   | Tim Merlier            | 100 |
| 7   | Jens Adams             | 87  |
| 8   | Wout van Aert          | 85  |
| 9   | Diether Sweeck         | 75  |
| 10  | Toon Aerts             | 72  |

## Hommes juniors

### Résultats
| # | Date         | Lieu                                      | Vainqueur            | Deuxième        | Troisième       |
| - | ------------ | ----------------------------------------- | -------------------- | --------------- | --------------- |
| 1 | 14 octobre   | Renaix (GP Mario De Clercq)               | Mathieu van der Poel | Quinten Hermans | Martijn Budding |
| 2 | 1er novembre | Audenarde (Koppenbergcross)               | Mathieu van der Poel | Yannick Peeters | Jonas Degroote  |
| 3 | 1er janvier  | Baal (Grand Prix Sven Nys)                | Mathieu van der Poel | Yannick Peeters | Quinten Hermans |
| 4 | 24 février   | Oostmalle (Internationale Sluitingsprijs) | Mathieu van der Poel | Martijn Budding | Thijs Aerts     |